# Trogus picadoae
Trogus picadoae är en stekelart som beskrevs av David B. Wahl 2006. Trogus picadoae ingår i släktet Trogus och familjen brokparasitsteklar. Inga underarter finns listade i Catalogue of Life.